# Крук Іван Трохимович
Іва́н Трохи́мович Кру́к (21 травня 1924, Ясинове — 31 січня 2000, Київ) — український літературознавець, доктор філологічних наук, професор Київського педінституту, працював на кафедрі російської літератури.

## З життєпису

Могила Івана Крука, Байкове кладовище

Народився 21 травня 1924 року у селі Ясинове на Одещині.
Спеціалізувався на питаннях історії та методології російської літератури.
Був співавтором та упорядником:
- «Поезія Олександра Блока — нарис творчості» — Москва, «Просвещение», 1970, вступне слово Ніни Крутікової
- «Питання літератури — методичний стиль», 1975
- «Проблеми розвитку літератури та літературної критики», 1977
- «М. Г. Чернишевський і українська література» — збірник статей Київ, «Дніпро», 1978
- «Ленінський принцип партійності літератури та свободи творчості», 1978
- «Жанрові форми в літературі та літературній критиці», 1979
- «Героїзм трудових буднів», літературно-критичний нарис — Київ, «Радянський письменник», 1980
- «Прихований двигун його… Проблема творчості Блока», 1980, Київ
- «Леонід Леонов — нарис творчості» — «Дніпро», 1979, Київ, «Вища школа», 1985
- «Бунін Іван Олексійович. Вибране.», 1987
- «Російська література XX століття — дожовтневий період» — хрестоматія, 1984, Ленінград, «Просвещение», 1991

Його літературознавчі дописи про О. О. Блока розміщені в УРЕ.
Помер у 75-річному віці 31 січня 2000 року. Був кремований, прах похований у колумбарії Байкового кладовища (50°24′59.80″ пн. ш. 30°30′10.05″ сх. д. / 50.4166111° пн. ш. 30.5027917° сх. д.).